# Černý vrch (Góry Izerskie)
Černý vrch  (niem. Iser Schwarzer Berg) – wzniesienie o wysokości 1026 m n.p.m., w północnych Czechach, w Sudetach Zachodnich, w Górach Izerskich.

## Położenie
Wzniesienie położone jest w Sudetach Zachodnich, w środkowo-wschodniej części Gór Izerskich, w obrębie Walońskiego Grzbietu, na północny zachód od czeskiej osady Jizerka.

## Opis
Černý vrch jest najwyższym wzniesieniem Walońskiego Grzbietu, leżącym w jego północno-zachodniej części. Grzbiet ten ciągnie się ku południowemu wschodowi. Cały masyw porośnięty jest lasem świerkowym.

## Wody
Przez Černý vrch przebiega Europejski Dział Wodny, oddzielający zlewiska Morza Bałtyckiego i Północnego. Zachodnie zbocza odwadnia Smědá, dopływ Nysy Łużyckiej, a pozostałe – dopływy Izery: Jizerka i Černá Desná.

## Budowa geologiczna
Cały masyw zbudowany jest z granitu karkonoskiego.

## Turystyka
W pobliżu wierzchołka nie prowadzą żadne szlaki turystyczne. Zboczami biegną drogi leśne, częściowo o utwardzonej nawierzchni.